# 福田武
福田 武（ふくだ たけし、1921年〈大正10年〉6月5日 - ）は、日本の政治家。元栃木県鹿沼市長（2期）。

## 経歴
栃木県出身。旧制宇都宮中学校（現・栃木県立宇都宮高等学校）、慶應義塾普通部を経て、慶應義塾大学経済学部卒。卒業後は陸軍に入隊する。
戦後は地元で肥料商を始め、鹿沼相互信用金庫に入り、理事長、会長となる。ほか、鹿沼商工会議所会頭、栃木県信用金庫協会会長、全国信用金庫協会理事などを歴任する。
1992年（平成4年）鹿沼市長稲川武が2回目の当選を決めた直後に急逝したために行われた市長選挙に立候補し、対立候補に大差を付け、当選。1996年（平成8年）に再選。2000年（平成12年）に三選を目指したが、元鹿沼市議会議長の阿部和夫に敗れた。2001年（平成13年）に勲五等双光旭日章を受章した。
2022年に101歳となった。